# Augyles
Augyles is een geslacht van kevers uit de familie oevergraafkevers (Heteroceridae). De wetenschappelijke naam van het geslacht is voor het eerst geldig gepubliceerd in 1866 door de Deense entomoloog Jørgen Matthias Christian Schiødte (die de spelling Schiödte hanteerde in anderstalige publicaties).
Oevergraafkevers leven aan de waterkant van zout- of zoetwater, waar ze tunnels en galerijen uitgraven op zoek naar voedsel in het zand of slijk aan de oever. Ze laten daarbij hoopjes aarde achter die wel minuscule molshopen lijken.
Het zijn kleine, donker gekleurde en dichtbehaarde kevers met opvallend korte voelsprieten. De typesoort, Augyles hispidulus komt in Europa voor. Ze wordt ook behaarde oevergraafkever genoemd. Dit is een zeldzame soort aan de Belgische kust; in 2016 werd ze in de Zwinbosjes in Knokke-Heist herontdekt. De laatste Belgische waarneming van de soort dateerde reeds van 1949. Deze soort komt ook in Nederland in duinengebied voor.